# Víctor Pruneda
Víctor Pruneda Soriano (Ferrol, 1 de noviembre de 1809-Teruel, 15 de julio de 1882) fue un político y periodista español, de ideología republicana, senador y diputado a Cortes en el Sexenio Democrático

## Biografía
Nacido en Ferrol el 1 de noviembre de 1809, fue fundador en la primera mitad de siglo de El Centinela de Aragón. Mantuvo amistad con Wenceslao Ayguals de Izco. Hombre político, fue desterrado por sus ideas a las islas Canarias en 1845. Hacia 1854 era alcalde primero de Teruel. En 1858 fundó El órgano de Móstoles. De ideología republicana, obtuvo escaño de diputado en las elecciones constituyentes de 1869 por Zaragoza, y en las de 1871, por Teruel; además de ejercer como gobernador civil de la provincia de Zaragoza hacia 1873, durante la Primera República. Fue colaborador de La República Ibérica y redactor de La Igualdad en 1871. Fallecido el 15 de julio de 1882 en Teruel, fue padre del escritor aragonés, y también periodista, Pedro Pruneda Martín (1830-1869).